# 자유군단
자유군단(自由軍團, 독일어: Freikorps 프라이코릅스[*])은 1차세계대전 직후부터 1920년까지 존재했던 독일의 의용군 집단이다. 20세기 초 "자유군단"들은 신생 바이마르 공화국의 어용 준군사조직으로서 존재했다. 신생 공화국의 주도권을 잡은 사민당의 구스타프 노스케는 자유군단을 장악하여 스파르타쿠스단, 바이에른 평의회 공화국을 비롯한 극좌 세력의 봉기를 진압했다. 발트와 실레지아, 동프로이센 지역에서도 자유군단이 활동했으며, 이 지역에서는 반슬라브 인종주의적 성향이 드러나기도 했다. 공화국이 안정에 접어든 1920년대가 되자 자유군단은 공식적으로는 해산되었으나, 조직원들은 흩어지지 않고 그대로 남아 1920년의 카프 반란 당시 공화국 전복 시도에 동참했다. 공화국에 충성하는 노조와 관료들이 파업 및 태업을 일으킴으로써 쿠데타 시도는 무위로 돌아갔으나, 자유군단의 잔당들은 그 뒤로도 우익 준군사조직을 이루어 사회 불온조직으로 남았다.
나치가 정권을 잡은 이후 아돌프 히틀러는 친위 쿠데타를 일으켜 에른스트 룀을 비롯한 자유군단 출신 나치 당원 및 자유군단 간부들을 살해·숙청한다(장검의 밤). 지도부가 팽당한 뒤 자유군단 조직원들은 대부분 나치 돌격대에게 흡수당하였다.

## 같이 보기
- 란츠크네히트
- 자유용병대
- 보국단